# Liga Comunista Internacional
La Liga Comunista Internacional (LCI) es una organización comunista multinacional que abarca quince partidos y grupos políticos que abrazan la ideología marxista-leninista-maoísta, con particular afinidad por el pensamiento gonzalo del líder del Partido Comunista del Perú, Abimael Guzmán . 

## Miembros
El documento fundacional de la LCI está actualmente ratificado y respaldado por 3 partidos comunistas y 12 formaciones prepartidistas. 
| País      | Organización                                                                                           | Abr.              |
| --------- | --- | ----------------- |
| Austria   | Comités para la fundación del Partido Comunista (maoísta) de Austria                                   | KG(m)KPÖ          |
| Brasil    | Partido Comunista de Brasil (Fracción Roja)                                                            | PCB               |
| Chile     | Fracción Roja del Partido Comunista de Chile                                                           | FRPCCh            |
| Colombia  | Partido Comunista de Colombia (Fracción Roja) Poder Proletario – Organización del Partido MLM Colombia | PCC(FR) PP-OP-MLM |
| Ecuador   | Partido Comunista del Ecuador – Sol Rojo                                                               | PCE-SR            |
| Finlandia | Comité maoísta en Finlandia                                                                            | MKS               |
| Francia   | Partido Comunista Maoísta (Francia)                                                                    | PCM               |
| Alemania  | Comité Bandera Roja                                                                                    | KRF               |
| México    | Comité para la Reconstitución del Partido Comunista de México                                          | CR-PCM            |
| Noruega   | Servir al pueblo – Liga Comunista de Noruega                                                           | TF-KB             |
| Perú      | Partido Comunista del Perú                                                                             | PCP               |
| España    | Partido Comunista Maoísta                                                                              | PCM               |
| Suecia    | Liga Comunista de Suecia                                                                               | SKF               |
| Turquía   | Partido Comunista de Turquía/Marxista-Leninista                                                        | TKP/ML            |

Anteriormente han existido organizaciones globales maoístas, como el Movimiento Revolucionario Internacionalista (MRI) y la Conferencia Internacional de Partidos y Organizaciones Marxistas-Leninistas (CIPOML), ambas en cierto declive en la década de 2010.  Durante esta misma década, numerosas organizaciones adyacentes a Gonzalo comenzaron a surgir en Europa y América Latina.
En enero de 2022, se publicaron comunicaciones en un blog maoísta holandés, la Internacional Comunista, en las que se expresaba el interés de varios partidos por una "Conferencia Internacional Maoísta Unificada (CIMU)". En diciembre de 2022, se declaró que la conferencia daría como resultado la creación de una nueva Liga Comunista Internacional. Algunas organizaciones maoístas criticaron la creación de esta Liga Internacional, por ejemplo, el Partido Comunista de las Filipinas mostró un apoyo crítico hacia la LCI La creación de esta organización internacional estuvo fuertemente condicionada por las rupturas entre el bloque antirrevisionista del MRI y el bloque encabezado por el Partido Comunista Revolucionario, de EEUU, además de la ruptura con el Camino Prachanda del Partido Comunista de Nepal (Maoísta).